# Chega de Saudade (альбом)
Chega de Saudade — дебютний альбом бразильського співака і гітариста Жуана Жілберту, випущений в березні 1959 року лейблом Odeon, вважається першим альбомом нового музичного стилю — босанови. Містить пісні і композиції таких видатних авторів, як Антоніу Карлус Жобін, Вінісіус ді Морайс, Карлус Ліра, Дорівал Кайммі та Арі Баррозу.
Посідає четверте місце в списку найкращих альбомів бразильської музики всіх часів за версією журналу Rolling Stone Brasil. 2001 року альбом, як запис історичного значення, обрано до Зали слави Латинської Греммі

## Історія створення
У травні 1958 року вийшов альбом Canção do amor demaisу виконанні Елізет Кардосо, що складався з творів Антоніу Карлуса Жобіна та Вінісіуса ді Морайса. Гітарний акомпанемент Жуана Жілберту до двох пісень, «Chega de Saudade» і «Outra Vez», вперше продемонстрував його інноваційний, особливий спосіб гри на гітарі, так звану batida de violão, що можна перекласти як «барабанний ритм на гітарі». Але участь Жуана навіть не була вказана у вихідних даних альбому.
За кілька днів Жілберту знов запросили для запису пісні «Chega de saudade», цього разу з гуртом Os Cariocas для запису альбому O Melhor De…Os Cariocas, оскільки гітарист гурту мав труднощі з виконанням незвичайної батіди Жілберту.
Хоча тодішній художній керівник лейблу Odeon Алоізіу ді Олівейру не мав значного ентузіазму щодо молодого виконавця і не бачив у ньому комерційного потенціалу, він в червні 1958 року все ж надав йому можливість записатись і випустити сингл. Знадобились значні агітаційні зусилля і благання Тома Жобіма, гарантія від директора Odeon з продажу і особиста рекомендація Дорівала Кайммі. Запис першої платівки на студії Odeon пройшов не без проблем: Жілберту мав власні ідеї, постійно переривав музикантів (чиї помилки міг почути тільки він), висунув нечувані вимоги технічному персоналу (окремі мікрофони для голосу і для гітари) і сперечався з Жобімом щодо аранжування. Після декількох важких днів платівка Жілберту, врешті, побачила світ 10 липня 1958 року. 2000 року цей сингл було включено до Зали слави Греммі. Він містив «Chega de Saudade» Жобіма і ді Морайса, та «Bim Bom», дуже особистий власний твір Жілберту.
Комерційний успіх першого синглу, створеного у співробітництві Жобіма і Жілберту, дав можливість записати другий сингл, що складався з «Desafinado» Антоніу Карлуса Жобіна та Ньютона Мендонси і «Hô-Bá-lá-lá» Жуана Жілберту. Незважаючи на запобіжні заходи, прийняті Жобімом, аби уникнути ускладнень першого студійного запису, для остаточного запису знадобилось тринадцять спроб. 10 листопада 1958 року запис нарешті побачив світ і швидко досяг успіху серед слухачів, як і його попередник.
В січні 1959 року Жобім переконав керівництво Odeon в доцільності створення повного альбому з дванадцяти треків, включно зі змістом двох попередніх платівок, під назвою Chega de Saudade. 23 січня 1959 року Жуан записав «Brigas, nunca mais», за тиждень — «Morena bouca de ouro». 4 лютого 1959 року він записав останні шість треків («Lobo Bobo», «Saudade fez um samba», «Maria ninguém», «Rosa morena», «Aos pés da Santa Cruz», «É luxo só»). (Для вимогливого Жілберту це була неймовірна подія: лише під час сеансу запису пісні «Rosa Morena» він наполіг на 28 дублях, аби отримати потрібну вимову «o» у слові «Rosa».) В березні 1959 року Odeon презентував третій сингл, «Lobo Bobo» / «Maria ninguém», автором обох пісень був молодий виконавець Карлус Ліра. Невдовзі ці пісні увійшли до альбому Ліри Bossa Nova, що стане класикою нового музичного напрямку.
8 березня 1959 року альбом Chega de Saudade з'явився у продажі.

## Список композицій
| N° | Назва                   | Автори                                   | Тривалість |
| -- | ----------------------- | ---------------------------------------- | ---------- |
| A1 | «Chega de Saudade»      | Антоніу Карлус Жобін, Вінісіус ді Морайс | 2:01       |
| A2 | «Lobo Bobo»             | Карлус Ліра, Ronaldo Bôscoli             | 1:20       |
| A3 | «Brigas, nunca mais»    | Антоніу Карлус Жобін, Вінісіус ді Морайс | 2:05       |
| A4 | «Hô-Bá-lá-lá»           | Жуан Жілберту                            | 2:15       |
| A5 | «Saudade fez um samba»  | Карлус Ліра, Ronaldo Bôscoli             | 2:01       |
| A6 | «Maria ninguém»         | Карлус Ліра                              | 2:21       |
| B1 | «Desafinado»            | Антоніу Карлус Жобін, Ньютон Мендонса    | 1:58       |
| B2 | «Rosa morena»           | Дорівал Кайммі                           | 2:04       |
| B3 | «Morena bouca de ouro»  | Арі Баррозу                              | 1:58       |
| B4 | «Bim Bom»               | Жуан Жілберту                            | 1:16       |
| B5 | «Aos pés da Santa Cruz» | Marino Pinto, Zé da Zilda                | 1:34       |
| B6 | «É luxo só»             | Арі Баррозу                              | 1:56       |